# Major League Baseball All-Star Game

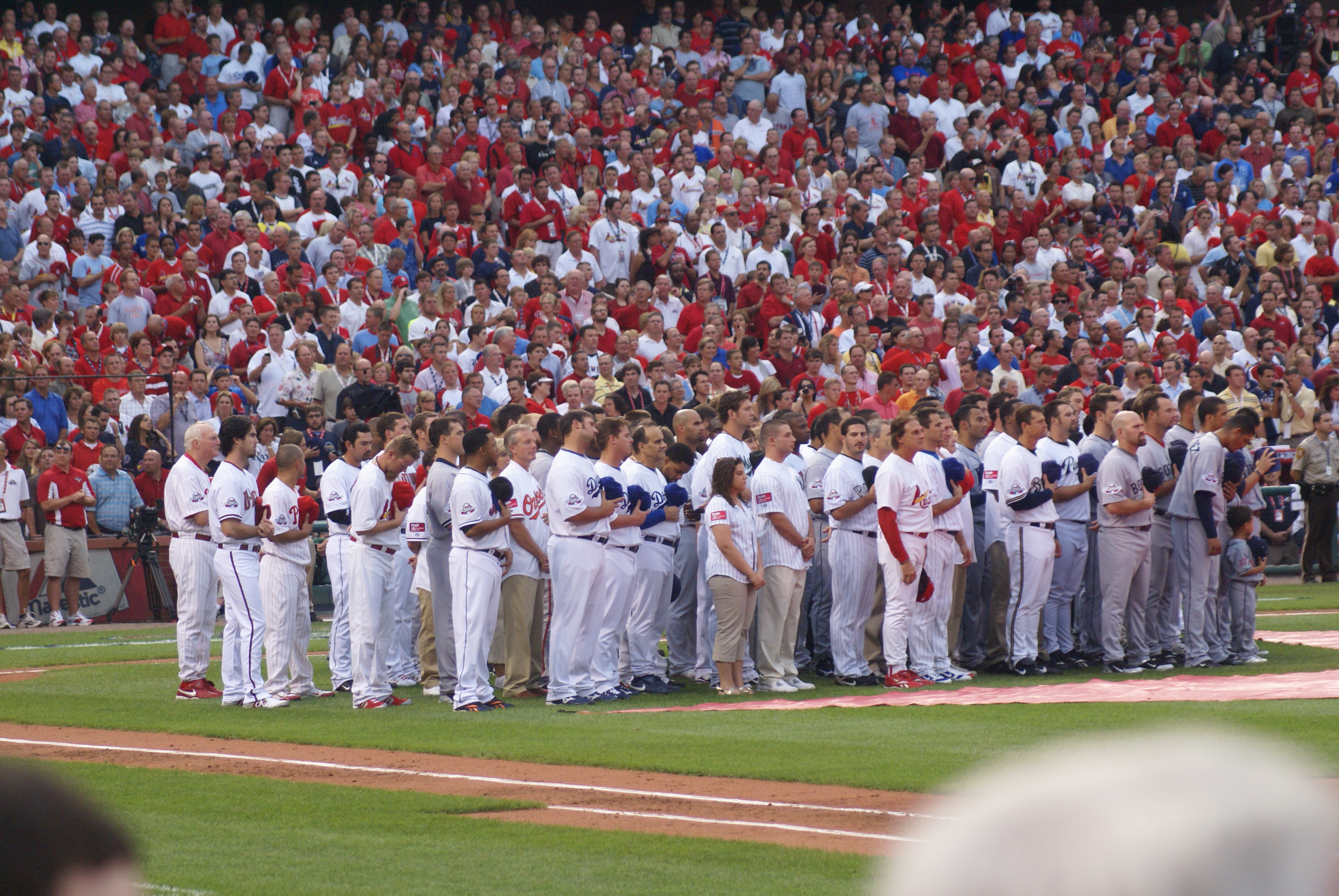
L'All-Star Game 2009

Il Major League Baseball All-Star Game, noto anche come Midsummer Classic (lett. "la classica di mezza estate"), è una partita di baseball che si tiene con cadenza annuale e vede come partecipanti i migliori giocatori della National League e dell'American League della MLB.
L'All-Star Game viene svolto di solito a metà luglio, in corrispondenza con la metà stagione della MLB.
Dal 1933 al 2023 sono stati giocati 93 All-Star Game, che hanno visto: l'American League vincitrice di 47 partite, la National League di 44, e 2 pareggi (pioggia per la prima partita del 1961 e insufficienza di giocatori nel 2002).
L'edizione 1945 non è stata disputata a causa della seconda guerra mondiale.
Negli anni 1959-1962 sono state giocate due partite all'anno. Dal 1962 viene assegnato il premio come miglior giocatore (MVP).
La National League ha eseguito la più lunga serie di vittorie consecutive nella storia dell'MLB All-Star, vincendo ininterrottamente dal 1972 al 1982. L'American League detiene il record di squadra imbattuta per 13 edizioni consecutive dal 1997 al 2009 (incluso il pareggio del 2002).
L'edizione 2008 è stata la più lunga per durata con 4 ore e 50 minuti, pareggiando il record di 15 inning del 1967.
Nel 2020 l'All-Star Game non si è disputato per non interrompere una stagione già iniziata in ritardo a causa della Pandemia di Covid-19.

## Edizioni e risultati
| Anno   | Vincitore                                    | Punteggio                                    | Ospite                                                  | MVP                                              | Lanciatore Vincente                          | Lanciatore Perdente                          |
| ------ | -------------------------------------------- | -------------------------------------------- | ------------------------------------------------------- | ------------------------------------------------ | -------------------------------------------- | -------------------------------------------- |
| 1933   | American                                     | 4-2                                          | Comiskey Park, Chicago White Sox                        |                                                  | Lefty Gomez, New York (AL)                   | Bill Hallahan, St. Louis (NL)                |
| 1934   | American                                     | 9-7                                          | Polo Grounds, New York Giants                           |                                                  | Mel Harder, Cleveland (AL)                   | Van Mungo, Brooklyn (NL)                     |
| 1935   | American                                     | 4-1                                          | Municipal Stadium, Cleveland Indians                    |                                                  | Lefty Gomez, New York (AL)                   | Bill Walker, St. Louis (NL)                  |
| 1936   | National                                     | 4-3                                          | National League Park, Boston Bees                       |                                                  | Dizzy Dean, St. Louis (NL)                   | Lefty Grove, Boston (AL)                     |
| 1937   | American                                     | 8-3                                          | Griffith Stadium, Washington Senators                   |                                                  | Lefty Gomez, New York (AL)                   | Dizzy Dean, St. Louis (NL)                   |
| 1938   | National                                     | 4-1                                          | Crosley Field, Cincinnati Reds                          |                                                  | Johnny Vander Meer, Cincinnati (NL)          | Lefty Gomez, New York (AL)                   |
| 1939   | American                                     | 3-1                                          | Yankee Stadium, New York Yankees                        |                                                  | Tommy Bridges, Detroit (AL)                  | Bill Lee, Chicago (NL)                       |
| 1940   | National                                     | 4-0                                          | Sportsman's Park, St. Louis Cardinals                   |                                                  | Paul Derringer, Washington (NL)              | Red Ruffing, New York (AL)                   |
| 1941   | American                                     | 7-5                                          | Briggs Stadium, Detroit Tigers                          |                                                  | Eddie Smith, Chicago (AL)                    | Claude Passeau, Chicago (NL)                 |
| 1942   | American                                     | 3-1                                          | Polo Grounds, New York Giants                           |                                                  | Spud Chandler, New York (AL)                 | Mort Cooper, St. Louis (NL)                  |
| 1943   | American                                     | 5-3                                          | Shibe Park, Philadelphia Athletics                      |                                                  | Dutch Leonard, Washington (AL)               | Mort Cooper, St. Louis (NL)                  |
| 1944   | National                                     | 7-1                                          | Forbes Field, Pittsburgh Pirates                        |                                                  | Ken Raffensberger, Philadelphia (NL)         | Tex Hughson, Boston (AL)                     |
| 1945   | Non disputato per la Seconda guerra mondiale | Non disputato per la Seconda guerra mondiale | Non disputato per la Seconda guerra mondiale            | Non disputato per la Seconda guerra mondiale     | Non disputato per la Seconda guerra mondiale | Non disputato per la Seconda guerra mondiale |
| 1946   | American                                     | 12-0                                         | Fenway Park, Boston Red Sox                             |                                                  | Bob Feller, Cleveland (AL)                   | Claude Passeau, Chicago (NL)                 |
| 1947   | American                                     | 2-1                                          | Wrigley Field, Chicago Cubs                             |                                                  | Spec Shea, New York (AL)                     | Johnny Sain, Boston (NL)                     |
| 1948   | American                                     | 5-2                                          | Sportsman's Park, St. Louis Browns                      |                                                  | Vic Raschi, New York (AL)                    | Johnny Schmitz, Chicago (NL)                 |
| 1949   | American                                     | 11-7                                         | Ebbets Field, Brooklyn Dodgers                          |                                                  | Virgil Trucks, Detroit (AL)                  | Don Newcombe, Brooklyn (NL)                  |
| 1950   | National                                     | 4-3 (14° inning)                             | Comiskey Park, Chicago White Sox                        |                                                  | Ewell Blackwell, Cincinnati (NL)             | Ted Gray, Detroit (AL)                       |
| 1951   | National                                     | 8-3                                          | Briggs Stadium, Detroit Tigers                          |                                                  | Sal Maglie, New York (NL)                    | Ed Lopat, New York (AL)                      |
| 1952   | National                                     | 3-2 (5° inning per pioggia)                  | Shibe Park, Philadelphia Phillies                       |                                                  | Bob Rush, Chicago (NL)                       | Bob Lemon, Cleveland (AL)                    |
| 1953   | National                                     | 5-1                                          | Crosley Field, Cincinnati Reds                          |                                                  | Warren Spahn, Milwaukee (NL)                 | Allie Reynolds, New York (AL)                |
| 1954   | American                                     | 11-9                                         | Municipal Stadium, Cleveland Indians                    |                                                  | Dean Stone, Washington (AL)                  | Gene Conley, Milwaukee (NL)                  |
| 1955   | National                                     | 6-5 (12° inning)                             | County Stadium, Milwaukee Braves                        |                                                  | Gene Conley, Milwaukee (NL)                  | Frank Sullivan, Boston (AL)                  |
| 1956   | National                                     | 7-3                                          | Griffith Stadium, Washington Senators                   |                                                  | Bob Friend, Pittsburgh (NL)                  | Billy Pierce, Chicago (AL)                   |
| 1957   | American                                     | 6-5                                          | Sportsman's Park, St. Louis Cardinals                   |                                                  | Jim Bunning, Detroit (AL)                    | Curt Simmons, Philadelphia (NL)              |
| 1958   | American                                     | 4-3                                          | Memorial Stadium, Baltimore Orioles                     |                                                  | Early Wynn, Chicago (AL)                     | Bob Friend, Pittsburgh (NL)                  |
| 1959-a | National                                     | 5-4                                          | Forbes Field, Pittsburgh Pirates                        |                                                  | Johnny Antonelli, San Francisco (NL)         | Whitey Ford, New York (AL)                   |
| 1959-b | American                                     | 5-3                                          | Memorial Coliseum, Los Angeles Dodgers                  |                                                  | Jerry Walker, Baltimore (AL)                 | Don Drysdale, Los Angeles (NL)               |
| 1960-a | National                                     | 5-3                                          | Municipal Stadium, Kansas City Athletics                |                                                  | Bob Friend, Pittsburgh (NL)                  | Bill Monbouquette, Boston (AL)               |
| 1960-b | National                                     | 6-0                                          | Yankee Stadium, New York Yankees                        |                                                  | Vern Law, Pittsburgh (NL)                    | Whitey Ford, New York (AL)                   |
| 1961-a | National                                     | 5-4 (10° inning)                             | Candlestick Park, San Francisco Giants                  |                                                  | Stu Miller, San Francisco (NL)               | Hoyt Wilhelm, Baltimore (AL)                 |
| 1961-b | PAREGGIO pioggia                             | 1-1                                          | Fenway Park, Boston Red Sox                             |                                                  | nessuno                                      | nessuno                                      |
| 1962-a | National                                     | 3-1                                          | D.C. Stadium, Washington Senators                       | Maury Wills, Los Angeles (NL)                    | Juan Marichal, San Francisco (NL)            | Camilo Pascual, Minnesota (AL)               |
| 1962-b | American                                     | 9-4                                          | Wrigley Field, Chicago Cubs                             | Leon Wagner, Los Angeles (AL)                    | Ray Herbert, Chicago (AL)                    | Art Mahaffey, Philadelphia (NL)              |
| 1963   | National                                     | 5-3                                          | Municipal Stadium, Cleveland Indians                    | Willie Mays, San Francisco (NL)                  | Larry Jackson, Chicago (NL)                  | Jim Bunning, Detroit (AL)                    |
| 1964   | National                                     | 7-4                                          | Shea Stadium, New York Mets                             | Johnny Callison, Philadelphia (NL)               | Juan Marichal, San Francisco (NL)            | Dick Radatz, Boston (AL)                     |
| 1965   | National                                     | 6-5                                          | Metropolitan Stadium, Minnesota Twins                   | Juan Marichal, San Francisco (NL)                | Sandy Koufax, Los Angeles (NL)               | Sam McDowell, Cleveland (AL)                 |
| 1966   | National                                     | 2-1 (10° inning)                             | Busch Memorial Stadium, St. Louis Cardinals             | Brooks Robinson, Baltimore (AL)                  | Gaylord Perry, San Francisco (NL)            | Pete Richert, Washington (AL)                |
| 1967   | National                                     | 2-1 (15° inning)                             | Anaheim Stadium, California Angels                      | Tony Pérez, Cincinnati (NL)                      | Don Drysdale, Los Angeles (NL)               | Catfish Hunter, Kansas City (AL)             |
| 1968   | National                                     | 1-0                                          | Astrodome, Houston Astros                               | Willie Mays, San Francisco (NL)                  | Don Drysdale, Los Angeles (NL)               | Luis Tiant, Cleveland (AL)                   |
| 1969   | National                                     | 9-3                                          | RFK Stadium, Washington Senators                        | Willie McCovey, San Francisco (NL)               | Steve Carlton, St. Louis (NL)                | Mel Stottlemyre, New York (AL)               |
| 1970   | National                                     | 5-4 (12° inning)                             | Riverfront Stadium, Cincinnati Reds                     | Carl Yastrzemski, Boston (AL)                    | Claude Osteen, Los Angeles (NL)              | Clyde Wright, California (AL)                |
| 1971   | American                                     | 6-4                                          | Tiger Stadium, Detroit Tigers                           | Frank Robinson, Baltimore (AL)                   | Vida Blue, Oakland (AL)                      | Dock Ellis, Pittsburgh (NL)                  |
| 1972   | National                                     | 4-3 (10° inning)                             | Atlanta Stadium, Atlanta Braves                         | Joe Morgan, Cincinnati (NL)                      | Tug McGraw, New York (NL)                    | Dave McNally, Baltimore (AL)                 |
| 1973   | National                                     | 7-1                                          | Royals Stadium, Kansas City Royals                      | Bobby Bonds, San Francisco (NL)                  | Rick Wise, St. Louis (NL)                    | Bert Blyleven, Minnesota (AL)                |
| 1974   | National                                     | 7-2                                          | Three Rivers Stadium, Pittsburgh Pirates                | Steve Garvey, Los Angeles (NL)                   | Ken Brett, Pittsburgh (NL)                   | Luis Tiant, Boston (AL)                      |
| 1975   | National                                     | 6-3                                          | County Stadium, Milwaukee Brewers                       | Bill Madlock, Chicago Jon Matlack, New York (NL) | Jon Matlack, New York (NL)                   | Catfish Hunter, New York (AL)                |
| 1976   | National                                     | 7-1                                          | Veterans Stadium, Philadelphia Phillies                 | George Foster, Cincinnati (NL)                   | Randy Jones, San Diego (NL)                  | Mark Fidrych, Detroit (AL)                   |
| 1977   | National                                     | 7-5                                          | Yankee Stadium, New York Yankees                        | Don Sutton, Los Angeles (NL)                     | Don Sutton, Los Angeles (NL)                 | Jim Palmer, Baltimore (AL)                   |
| 1978   | National                                     | 7-3                                          | San Diego Stadium, San Diego Padres                     | Steve Garvey, Los Angeles (NL)                   | Bruce Sutter, Chicago (NL)                   | Rich Gossage, New York (AL)                  |
| 1979   | National                                     | 7-6                                          | Kingdome, Seattle Mariners                              | Dave Parker, Pittsburgh (NL)                     | Bruce Sutter, Chicago (NL)                   | Jim Kern, Texas (AL)                         |
| 1980   | National                                     | 4-2                                          | Dodger Stadium, Los Angeles Dodgers                     | Ken Griffey, Sr., Cincinnati (NL)                | Jerry Reuss, Los Angeles (NL)                | Tommy John, New York (AL)                    |
| 1981   | National                                     | 5-4                                          | Cleveland Stadium, Cleveland Indians                    | Gary Carter, Montréal (NL)                       | Vida Blue, San Francisco (NL)                | Rollie Fingers, Milwaukee (AL)               |
| 1982   | National                                     | 4-1                                          | Olympic Stadium, Montreal Expos                         | Dave Concepcion, Cincinnati (NL)                 | Steve Rogers, Montréal (NL)                  | Dennis Eckersley, Boston (AL)                |
| 1983   | American                                     | 13-3                                         | Comiskey Park, Chicago White Sox                        | Fred Lynn, California (AL)                       | Dave Stieb, Toronto (AL)                     | Mario Soto, Cincinnati (NL)                  |
| 1984   | National                                     | 3-1                                          | Candlestick Park, San Francisco Giants                  | Gary Carter, Montreal Expos (NL)                 | Charlie Lea, Montréal (NL)                   | Dave Stieb, Toronto (AL)                     |
| 1985   | National                                     | 6-1                                          | Hubert H. Humphrey Metrodome, Minnesota Twins           | LaMarr Hoyt, San Diego (NL)                      | LaMarr Hoyt, San Diego (NL)                  | Jack Morris, Detroit (AL)                    |
| 1986   | American                                     | 3-2                                          | Astrodome, Houston Astros                               | Roger Clemens, Boston (AL)                       | Roger Clemens, Boston (AL)                   | Dwight Gooden, New York (NL)                 |
| 1987   | National                                     | 2-0 (13° inning)                             | Oakland-Alameda County Coliseum, Oakland Athletics      | Tim Raines, Montréal (NL)                        | Lee Smith, Chicago (NL)                      | Jay Howell, Oakland (AL)                     |
| 1988   | American                                     | 2-1                                          | Riverfront Stadium, Cincinnati Reds                     | Terry Steinbach, Oakland (AL)                    | Frank Viola, Minnesota (AL)                  | Dwight Gooden, New York (NL)                 |
| 1989   | American                                     | 5-3                                          | Anaheim Stadium, California Angels                      | Bo Jackson, Kansas City (AL)                     | Nolan Ryan, Texas (AL)                       | John Smoltz, Atlanta (NL)                    |
| 1990   | American                                     | 2-0                                          | Wrigley Field, Chicago Cubs                             | Julio Franco, Texas (AL)                         | Bret Saberhagen, Kansas City (AL)            | Jeff Brantley, San Francisco (NL)            |
| 1991   | American                                     | 4-2                                          | SkyDome, Toronto Blue Jays                              | Cal Ripken, Jr., Baltimore (AL)                  | Jimmy Key, Toronto (AL)                      | Dennis Martínez, Montréal (NL)               |
| 1992   | American                                     | 13-6                                         | Jack Murphy Stadium, San Diego Padres                   | Ken Griffey Jr., Seattle (AL)                    | Kevin Brown, Texas (AL)                      | Tom Glavine, Atlanta (NL)                    |
| 1993   | American                                     | 9-3                                          | Oriole Park at Camden Yards, Baltimore Orioles          | Kirby Puckett, Minnesota (AL)                    | Jack McDowell, Chicago (AL)                  | John Burkett, San Francisco (NL)             |
| 1994   | National                                     | 8-7 (10° inning)                             | Three Rivers Stadium, Pittsburgh Pirates                | Fred McGriff, Atlanta (NL)                       | Doug Jones, Philadelphia (NL)                | Jason Bere, Chicago (AL)                     |
| 1995   | National                                     | 3-2                                          | The Ballpark in Arlington, Texas Rangers                | Jeff Conine, Florida (NL)                        | Heathcliff Slocumb, Philadelphia (NL)        | Steve Ontiveros, Oakland (AL)                |
| 1996   | National                                     | 6-0                                          | Veterans Stadium, Philadelphia Phillies                 | Mike Piazza, Los Angeles (NL)                    | John Smoltz, Atlanta (NL)                    | Charles Nagy, Cleveland (AL)                 |
| 1997   | American                                     | 3-1                                          | Jacobs Field, Cleveland Indians                         | Sandy Alomar, Cleveland (AL)                     | José Rosado, Kansas City (AL)                | Shawn Estes, San Francisco (NL)              |
| 1998   | American                                     | 13-8                                         | Coors Field, Colorado Rockies                           | Roberto Alomar, Baltimore (AL)                   | Bartolo Colón, Cleveland (AL)                | Ugueth Urbina, Montréal (NL)                 |
| 1999   | American                                     | 4-1                                          | Fenway Park, Boston Red Sox                             | Pedro Martínez, Boston (AL)                      | Pedro Martínez, Boston (AL)                  | Curt Schilling, Philadelphia (NL)            |
| 2000   | American                                     | 6-3                                          | Turner Field, Atlanta Braves                            | Derek Jeter, New York (AL)                       | James Baldwin, Chicago (AL)                  | Al Leiter, New York (NL)                     |
| 2001   | American                                     | 4-1                                          | Safeco Field, Seattle Mariners                          | Cal Ripken, Jr., Baltimore (AL)                  | Freddy García, Seattle (AL)                  | Chan Ho Park, Los Angeles (NL)               |
| 2002   | PAREGGIO giocatori insufficienti             | 7-7 (11° inning)                             | Miller Park, Milwaukee Brewers                          | non assegnato                                    | nessuno                                      | nessuno                                      |
| 2003   | American                                     | 7-6                                          | U.S. Cellular Field, Chicago White Sox                  | Garret Anderson, Anaheim (AL)                    | Brendan Donnelly, Anaheim (AL)               | Éric Gagné, Los Angeles (NL)                 |
| 2004   | American                                     | 9-4                                          | Minute Maid Park, Houston Astros                        | Alfonso Soriano, Texas (AL)                      | Mark Mulder, Oakland (AL)                    | Roger Clemens, Houston (NL)                  |
| 2005   | American                                     | 7-5                                          | Comerica Park, Detroit Tigers                           | Miguel Tejada, Baltimore (AL)                    | Mark Buerhle, Chicago (AL)                   | John Smoltz, Atlanta (NL)                    |
| 2006   | American                                     | 3-2                                          | PNC Park, Pittsburgh Pirates                            | Michael Young, Texas (AL)                        | B.J. Ryan, Toronto (AL)                      | Trevor Hoffman, San Diego (NL)               |
| 2007   | American                                     | 5-4                                          | AT&T Park, San Francisco Giants                         | Ichirō Suzuki, Seattle (AL)                      | Josh Beckett, Boston (AL)                    | Chris Young, San Diego (NL)                  |
| 2008   | American                                     | 4-3 (15° inning)                             | Yankee Stadium, New York Yankees                        | J. D. Drew, Boston (AL)                          | Scott Kazmir, Tampa Bay (AL)                 | Brad Lidge, Philadelphia (NL)                |
| 2009   | American                                     | 4-3                                          | Busch Stadium, St. Louis Cardinals                      | Carl Crawford, Tampa Bay (AL)                    | Jonathan Papelbon, Boston (AL)               | Heath Bell, San Diego (NL)                   |
| 2010   | National                                     | 3-1                                          | Angel Stadium of Anaheim, Los Angeles Angels of Anaheim | Brian McCann, Atlanta (NL)                       | Matt Capps, Washington (NL)                  | Phil Huges, New York (AL)                    |
| 2011   | National                                     | 5-1                                          | Chase Field, Arizona Diamondbacks                       | Prince Fielder, Milwaukee (NL)                   | Tyler Clippard, Washington (NL)              | C.J. Wilson, Texas (AL)                      |
| 2012   | National                                     | 8-0                                          | Kauffman Stadium, Kansas City Royals                    | Melky Cabrera, San Francisco (NL)                | Matt Cain, San Francisco (NL)                | Justin Verlander, Detroit (AL)               |
| 2013   | American                                     | 3-0                                          | Citi Field, New York Mets                               | Mariano Rivera, New York                         | Chris Sale, Chicago                          | Patrick Corbin, Arizona                      |
| 2014   | American                                     | 5-3                                          | Target Field, Minnesota Twins                           | Mike Trout, Los Angeles (AL)                     | Max Scherzer, Detroit (AL)                   | Pat Neshek, St. Louis (NL)                   |
| 2015   | American                                     | 6-3                                          | Great American Ball Park, Cincinnati Reds               | Mike Trout, Los Angeles (AL)                     | David Price, Detroit (AL)                    | Clayton Kershaw, Los Angeles (NL)            |
| 2016   | American                                     | 4-2                                          | Petco Park, San Diego Padres                            | Eric Hosmer, Kansas City (AL)                    | Corey Kluber, Cleveland (AL)                 | Johnny Cueto, San Francisco (NL)             |
| 2017   | American                                     | 2-1 (10° inning)                             | Marlins Park, Miami Marlins                             | Robinson Canó, Seattle (AL)                      | Craig Kimbrel, Boston (AL)                   | Wade Davis, Chicago (NL)                     |
| 2018   | American                                     | 8-6 (10° inning)                             | Nationals Park, Washington Nationals                    | Alex Bregman, Houston (AL)                       | Edwin Díaz, Seattle (AL)                     | Ross Stripling, Los Angeles (NL)             |
| 2019   | American                                     | 4-3                                          | Progressive Field, Cleveland Indians                    | Shane Bieber, Cleveland (AL)                     | Masahiro Tanaka, New York (AL)               | Clayton Kershaw, Los Angeles (NL)            |
| 2020   | Non disputato per la pandemia di Covid-19    | Non disputato per la pandemia di Covid-19    | Non disputato per la pandemia di Covid-19               | Non disputato per la pandemia di Covid-19        | Non disputato per la pandemia di Covid-19    | Non disputato per la pandemia di Covid-19    |
| 2021   | American                                     | 5-2                                          | Coors Field, Colorado Rockies                           | Vladimir Guerrero Jr., Toronto Blue Jays (AL)    | Shōhei Ōtani, Los Angeles Angels (AL)        | Max Scherzer, Washington Nationals (NL)      |
| 2022   | American                                     | 3-2                                          | Dodger Stadium, Los Angeles Dodgers                     | Giancarlo Stanton (AL), New York Yankees         | Framber Valdez, Houston Astros (AL)          | Tony Gonsolin, Los Angeles Dodgers (NL)      |
| 2023   | National                                     | 3-2                                          | T-Mobile Park, Seattle Mariners                         | Elías Díaz (NL), Colorado Rockies                | Camilo Doval, San Francisco Giants (NL)      | Félix Bautista, Baltimore Orioles (AL)       |
| 2024   | American                                     | 5-3                                          | Globe Life Field, Texas Rangers                         | Jarren Duran (AL), Boston Red Sox                | Mason Miller, Oakland Athletics (AL)         | Hunter Greene, Cincinnati Reds (NL)          |